# A-17攻擊機
A-17攻擊機是美國諾斯洛普公司在未能獲得美國軍方採用的A-16攻擊機的基礎上研發出來的攻擊機，尤其把起落架由原本的固定改為可收放式，A-17終獲美國軍方採用而成為美國陸軍航空隊在1930年代的攻擊機

## 基本資料
- 機長:9.67米
- 翼展:14.54米
- 機高:3.62米
- 空重:2,211公斤
- 載重:3,328公斤
- 最快時速:332公里/小時
- 巡航時速:274公/小時
- 航程:1,046公里
- 昇限:5,915米
- 乘員:2人
- 發動機:一具氣冷式發動機(750匹馬力)
- 武裝:機翼4支白朗寧M1919中型機槍+後方一支同型機槍+翼下可掛上544公斤炸彈

## 使用國家
- 阿根廷
- 加拿大
- 伊拉克
- 荷蘭
- 挪威
- 秘魯
- 南非
- 瑞典
- 美国